# Guillfred Besaril
Guillfred Francis Besaril (9 januari 1974) is een Arubaans politicus en was van  20 november 2017 tot 1 juli 2022 de Gevolmachtigde minister van Aruba te Den Haag. Van 2013 tot 2017 was hij lid van het Arubaanse parlement voor de MEP-fractie.

## Biografie
Besaril is geboren in Aruba in het district Savaneta en heeft roots in Venezuela. Na de HAVO begon hij op 1 december 1993 zijn carrière bij het Korpspolitie Aruba als aspirant-agent. Tussen 1993 en 2013 wist hij zich in de gelederen van dit korps op te klimmen tot een kaderfunctie. In 1999 kwam Besaril naar Nederland voor een studie Opleidingskunde (Bachelor in Training & Human Development) aan de Hogeschool van Arnhem en Nijmegen. Besaril was tussen 2009 en januari 2013 voorzitter van de Arubaanse politievakbond “Sindicato di Polis Arubano” (SPA).
Dit voorzitterschap was de aanzet voor een overstap naar de politiek toen hij zich in april 2013 bij de MEP aansloot. Besaril behoorde tot de groep die de partij ging verjongen. Hij voerde campagne met de thema’s justitie en veiligheid en pleitte voor handhaving van orde en gezag. Zijn kandidatuur voor de statenverkiezingen leverde hem een zetel op in 2013 en in 2017. Op 27 oktober 2017 werd Besaril gekozen tot voorzitter van de Staten van Aruba. Deze functie vervulde hij tot aan zijn benoeming als gevolmachtigde minister in het kabinet Wever-Croes I. Hij bleef vervolgens aan in het tweede kabinet Wever-Croes. In juni 2022 kondigde hij onverwacht zijn vertrek aan en gaf persoonlijke redenen aan als motivering. Zijn opvolger per 1 juli 2022 was Ady Thijsen. 
Besaril is gehuwd en vader van twee dochters.

## De zaak Tulipan
Premier Evelyn Wever-Croes diende bij het Openbaar Ministerie een klacht in met betrekking tot onregelmatigheden in het Arubahuis in de periode 2018-2021, nadat de Centrale Accountantsdienst (CAD) klachten over de verspilling van gelden van het Arubahuis op onjuiste en zelfs illegale wijze had onderzocht. Volgens de klachten waren voormalig gevolmachtigd minister Besaril en twee andere personen hierbij betrokken. Op 9 januari 2023 ontsloeg de regering van Aruba Besaril als werknemer wegens ernstig verzuim; in oktober van hetzelfde jaar werd zijn beroep ertegen bij de rechtbank afgewezen. Hij werd op 13 februari 2024 gearresteerd, vier weken na de arrestatie van Glenn Ling, voormalig adjunct-directeur van het Arubahuis, die werd vrijgelaten.
John Booi · 
Pedro Bislip · 
Hector Gonzalez · 
Felix Flanegien · 
Marco Christiaans ·
Booshi Wever ·
Eddy Croes · 
Frido Croes · 
Marlon Werleman · 
Rudy Croes · 
Mervin Wyatt-Ras · 
Andy Lee · 
Paul Croes · 
Marisol Lopez-Tromp ·
Mervin Wyatt-Ras ·  
Guillfred Besaril · 
Ady Thijsen ·
Edgard Vrolijk